# Disco in Dream Tour
Turneja Disco in Dream Tour je prva koncertna turneja avstralske pevke Kylie Minogue. V sklopu turneje so promovirali njena prva dva glasbena albuma, Kylie (1988) in Enjoy Yourself (1989), nastopili pa so v Aziji, kasneje pa pod spremenjenim imenom, The Hitman Roadshow, in pokroviteljstvom Coca-Cole še v Evropi. Nastope v Evropi so promovirali pod imenom The Coca-Cola Hitman Roadshow, oglaševali pa so jih kot zastonj koncerte, ki so jih organizirali »v zahvalo vsem britanskim oboževalcem za vso njihovo podporo«, vendar se razen spremenjenega imena in dejstva, da so bili na koncerte vabljeni le mladoletni oboževalci, ti koncerti niso razlikovali od azijskih. Fotografije, uporabljene za promocijske posterje, so v originalu posneli za revijo Weekend leta 1988.

## Seznam pesmi
1. »The Loco-Motion«
2. »Got to Be Certain«
3. »Tears on My Pillow«
4. »Je Ne Sais Pas Pourquoi«
5. »Made in Heaven« (remiks)
6. »Hand on Your Heart«
7. »Wouldn't Change a Thing«
8. »I Should Be So Lucky«

## Seznam koncertov

### Disco in Dream
| Datum           | Mesto  | Država   | Prizorišče         |
| --------------- | ------ | -------- | ------------------ |
| Azija           |        |          |                    |
| 2. oktober 1989 | Nagoya | Japonska | Nippon Gaishi Hall |
| 6. oktober 1989 | Tokio  | Japonska | Tokyo Dome         |
| 7. oktober 1989 | Osaka  | Japonska | Osaka-jō Hall      |
| 8. oktober 1989 | Osaka  | Japonska | Osaka-jō Hall      |

### The Hitman Roadshow
| Datum            | Mesto      | Država  | Prizorišče           |
| ---------------- | ---------- | ------- | -------------------- |
| Evropa           |            |         |                      |
| 15. oktober 1989 | London     | Anglija | Palača Hammersmith   |
| 16. oktober 1989 | Plymouth   | Anglija | Diskoteka Ritzy      |
| 17. oktober 1989 | Swansea    | Wales   | Diskoteka Ritzy      |
| 18. oktober 1989 | Manchester | Anglija | Manchester Apollo    |
| 19. oktober 1989 | Liverpool  | Anglija | Gledališče Empire    |
| 22. oktober 1989 | Bristol    | Anglija | Nočni klub Studio    |
| 23. oktober 1989 | Newcastle  | Anglija | Mayfair Ballroom     |
| 24. oktober 1989 | Sheffield  | Anglija | The Roxy             |
| 25. oktober 1989 | Birmingham | Anglija | Diskoteka Ritzy      |
| 27. oktober 1989 | Edinburgh  | Škotska | Gledališče Playhouse |

## Seznam ustvarjalcev
- Producent: Kylie Minogue
- Producirala in organizirala: Michael Baumohl in Roger Yader
- Producent: Terry Blamey
- Koreografija: Venol John
- Kostumi: Carol Minogue

## Komercialna izdaja
Posnetke s turneje so leta 1990 izdali tudi na VHS-ju; slednji je vključeval vse fotografije, posnete na turneji, pesmi, ki so jih izvedli, ter kratke dokumentarne filme o nastanku vsake pesmi. Izdali so jih pod imenom Kylie On the Go - Live in Japan, na Japonskem pa so izšli še na LD-ju.
Leta 2003, po uspehu albuma Fever, so v Braziliji izdali tudi DVD s posnetki s turneje.